# Porte Chaumont
La porte Chaumont est une porte de Paris, en France, située dans le quartier d'Amérique dans le 19e arrondissement de la capitale.

## Situation et accès
La porte Chaumont correspond à la zone de l'est du 19e arrondissement historiquement située dans le prolongement de la rue Manin à son croisement avec le boulevard Sérurier du temps de l'enceinte de Thiers, en lieu de l'actuelle place du Général-Cochet. De nos jours, elle est située à la jonction de l’avenue de la Porte-Chaumont et du boulevard d'Indochine. Elle se trouve à 300 m au sud de la porte de Pantin et 200 m au nord de la porte Brunet.
Elle est un accès important à la commune limitrophe du Pré-Saint-Gervais.
Elle est desservie par la ligne 3b du tramway d'Île-de-France.